# 20024 Mayrémartínez
20024 Mayrémartínez è un asteroide della fascia principale. Scoperto nel 1992, presenta un'orbita caratterizzata da un semiasse maggiore pari a 2,6479947 UA e da un'eccentricità di 0,1382059, inclinata di 13,87272° rispetto all'eclittica.